# Lista odcinków serialu Cougar Town: Miasto kocic
Lista odcinków serialu Cougar Town: Miasto kocic.
Serial był emitowany od 23 września 2009 roku do 29 maja 2012 roku w USA na kanale ABC.  W 2012 roku serial odkupiła kablowa stacja TBS, która emitowała  serial od 8 stycznia 2013 roku do 31 marca 2015 roku. Łącznie powstało 6 sezonów, które składają się z 102 odcinków. W Polsce serial był emitowany od 11 stycznia 2010 roku do 21 czerwca 2014 roku przez Fox Life. Natomiast ostatni sezon serialu był emitowany przez FOX Comedy  od 1 kwietnia 2015 roku do 22 kwietnia 2015 roku.
| Seria | Seria | Liczba odcinków | Czas emisji                       |
| ----- | ----- | --------------- | --------------------------------- |
|       | 1     | 24              | 23 września 2009 − 19 maja 2010   |
|       | 2     | 22              | 22 września 2010 − 25 maja 2011   |
|       | 3     | 15              | 14 lutego 2012 - 29 maja 2012     |
|       | 4     | 15              | 8 stycznia 2013 - 9 kwietnia 2013 |
|       | 5     | 13              | 7 stycznia 2014 - 1 kwietnia 2014 |
|       | 6     | 13              | 6 stycznia 2015 - 31 marca 2015   |

## Seria 1
Za emisję w USA odpowiedzialna była stacja ABC, która wstępnie zaplanowała pierwszą serię na 13 odcinków. Po uzyskaniu dobrych wyników oglądalności pilota, powiększyła ich liczbę do 22, a ostatecznie złożyła zamówienie na kolejne 2 odcinki, tym samym zwiększając ich liczbę do 24. Premierowa emisja w stacji ABC odbywała się od 23 września 2009 do 19 maja 2010. W Polsce pierwszą serię wyemitowała stacja Fox Life, premiera odbyła się 11 stycznia 2010, a ostatni odcinek wyemitowano 21 czerwca 2010.
| Nr | Tytuł                          | Tytuł polski                  | Reżyseria          | Scenariusz                                          | Premiera (ABC)       | Premiera w Polsce (Fox Life) | Oglądalność ABC (w mln) |
| -- | ------------------------------ | ----------------------------- | ------------------ | --------------------------------------------------- | -------------------- | ---------------------------- | ----------------------- |
| 1  | Pilot                          | Druga młodość                 | Bill Lawrence      | Kevin Biegel, Bill Lawrence                         | 23 września 2009     | 11 stycznia 2010             | 11.28                   |
| 2  | Into the Great Wide Open       | Szerokie wody                 | Chris Koch         | Bill Lawrence                                       | 30 września 2009     | 11 stycznia 2010             | 9.14                    |
| 3  | Don't Do Me Like That          | Dziesiąta randka              | Gail Mancuso       | Kevin Biegel                                        | 7 października 2009  | 18 stycznia 2010             | 7.84                    |
| 4  | I Won't Back Down              | Seksapil                      | Mike Spiller       | Chrissy Peitroch, Jessica Goldstein                 | 14 października 2009 | 18 stycznia 2010             | 7.91                    |
| 5  | You Wreck me                   | Druzgocąca lekcja             | Jamie Babbit       | Linda Videtti Figueiredo                            | 21 października 2009 | 25 stycznia 2010             | 7.36                    |
| 6  | A Woman in Love (It's Not Me)  | Zakochana kobieta (To nie ja) | Ken Whittingham    | Ryan Koh                                            | 28 października 2009 | 25 stycznia 2010             | 7.51                    |
| 7  | Don't Come Around Here No More | Zakład                        | Sanjay Shah        | Sanjay Shah                                         | 4 listopada 2009     | 1 lutego 2010                | 6.78                    |
| 8  | Two Gunslingers                | Szalony weekend               | Phil Trail         | Mary Fitzpatrick                                    | 28 października 2009 | 1 lutego 2010                | 7.90                    |
| 9  | Here Comes My Girl             | Nowa dziewczyna               | Lee Shallat-Chemel | Sam Laybourne                                       | 25 listopada 2009    | 8 lutego 2010                | 5.52                    |
| 10 | Mystery Man                    | Tajemniczy mężczyzna          | John Putch         | Christine Pietrosh, Jessica Goldstein, Kevin Biegel | 9 grudnia 2009       | 15 lutego 2010               | 7.01                    |
| 11 | Rhino Skin                     | Dermatolog                    | Millicent Shelton  | Kate Purdy                                          | 6 stycznia 2010      | 22 lutego 2010               | 7.92                    |
| 12 | Scare Easy                     | Obawy                         | Chris Koch         | Kevin Biegel                                        | 13 stycznia 2010     | 1 marca 2010                 | 7.40                    |
| 13 | Stop Dragging My Heart Around  | Pocieszenie                   | Mike McDonald      | Mara Brock Akil                                     | 20 stycznia 2010     | 8 marca 2010                 | 7.55                    |
| 14 | All the Wrong Reasons          | Instruktor tenisa             | Mike Spiller       | Peter Saji                                          | 3 lutego 2010        | 15 marca 2010                | 6.19                    |
| 15 | When a Kid Goes Bad            | Walentynki                    | Chris Koch         | Kevin Biegel                                        | 10 lutego 2010       | 22 marca 2010                | 6.66                    |
| 16 | What Are You Doin' in My Life? | Powrót mamy                   | Gail Mancuso       | Jessica Goldstein i Chrissy Pietrosh                | 3 marca 2010         | 29 marca 2010                | 5.35                    |
| 17 | Counting on You                | Przyjaźń damsko-męska         | Gail Mancuso       | Melody Derloshon                                    | 10 marca 2010        | 12 kwietnia 2010             | 6.15                    |
| 18 | Turn This Car Around           | Twardy mężczyzna              | John Putch         | Kate Purdy                                          | 24 marca 2010        | 19 kwietnia 2010             | 6.27                    |
| 19 | Everything Man                 | Nadmiar troski                | Michael McDonald   | Sam Laybourne                                       | 31 marca 2010        | 26 kwietnia 2010             | 5.99                    |
| 20 | Wake Up Time                   | Przebudzenie                  | John Putch         | Michael McDonald                                    | 14 kwietnia 2010     | 10 maja 2010                 | 5.82                    |
| 21 | Letting You Go                 | Rozłąka                       | Michael McDonald   | Mara Brock Akil                                     | 28 kwietnia 2010     | 17 maja 2010                 | 6.45                    |
| 22 | Feel a Whole Lot Better        | Przyjacielski układ           | John Putch         | Sanjay Shah                                         | 5 maja 2010          | 31 maja 2010                 | 5.94                    |
| 23 | Breakdown                      | Załamanie                     | Bill Lawrence      | Kevin Biegel, Bill Lawrence                         | 12 maja 2010         | 7 czerwca 2010               | 6.23                    |
| 24 | Finding Out                    | Wyznania                      | Mike McDonald      | Ryan Koh                                            | 19 maja 2010         | 21 czerwca 2010              | 6.16                    |

## Seria 2
Pozytywny odbiór serialu spowodował, że już w styczniu 2010 roku została zamówiona druga seria. Premierowa emisja odcinków tej serii odbywała się od 22 września 2010 do 25 maja 2011 roku w USA na kanale ABC, zaś w Polsce na kanale Fox Life od 2 stycznia 2011 do 16 czerwca 2011.
| Nr      | Tytuł                          | Tytuł polski            | Reżyseria        | Scenariusz                          | Premiera (ABC)       | Premiera w Polsce (Fox Life) | Oglądalność ABC (w mln) |
| ------- | ------------------------------ | ----------------------- | ---------------- | ----------------------------------- | -------------------- | ---------------------------- | ----------------------- |
| 1 (25)  | All Mixed Up                   | Mieszanka wybuchowa     | Bill Lawrence    | Bill Lawrence, Kevin Biegel         | 22 września 2010     | 2 stycznia 2011              | 8.32                    |
| 2 (26)  | Let Yourself Go                | Daj się ponieść         | Michael McDonald | Kevin Biegel                        | 29 września 2010     | 2 stycznia 2011              | 6.97                    |
| 3 (27)  | Makin' Some Noise              | Dziwne dźwięki          | John Putch       | Sam Laybourne                       | 6 października 2010  | 9 stycznia 2011              | 7.10                    |
| 4 (28)  | The Damage You've Done         | Wyznanie grzechów       | John Putch       | Jessica Goldstein, Chrissy Pietrosh | 13 października 2010 | 9 stycznia 2011              | 7.23                    |
| 5 (29)  | Keeping Me Alive               | Utrzymać przy życiu     | Michael McDonald | Sanjay Shah                         | 20 października 2010 | 16 stycznia 2011             | 7.49                    |
| 6 (30)  | You Don't Know How It Feels    | Powrót taty             | Michael McDonald | Blake McCormick                     | 27 października 2010 | 16 stycznia 2011             | 8.16                    |
| 7 (31)  | Fooled Again (I Don't Like It) | Konkurs urodzinowy      | John Putch       | Peter Saji, Melody Derloshon        | 3 listopada 2010     | 23 stycznia 2011             | 7.43                    |
| 8 (32)  | Little Girl Blues              | Potencjalna synowa      | Michael McDonald | Kate Purdy                          | 17 listopada 2010    | 23 stycznia 2011             | 7.05                    |
| 9 (33)  | When the Time Comes            | Gdy nadejdzie czas      | Bruce Leddy      | Mary Fitzgerald                     | 24 listopada 2010    | 30 stycznia 2011             | 6.62                    |
| 10 (34) | The Same Old You               | Stary, dobry Ty         | Michael McDonald | Ryan Koh                            | 8 grudnia 2010       | 30 stycznia 2011             | 6.44                    |
| 11 (35) | No Reason to Cry               | Powód do płaczu         | Gail Mancuso     | Gregg Mettler                       | 5 stycznia 2011      | 6 lutego 2011                | 6.57                    |
| 12 (36) | A Thing About You              | To „coś”                | Gail Mancuso     | Mary Fitzgerald, Kate Purdy         | 12 stycznia 2011     | 6 lutego 2011                | 5.68                    |
| 13 (37) | Lost Children                  | Zabawa w chowanego      | Gail Mancuso     | Kate Purdy, Mary Fitzgerald         | 26 stycznia 2011     | 13 lutego 2011               | 5.03                    |
| 14 (38) | Cry to Me                      | Walentynki              | Bruce Leddy      | Melody Derloshon                    | 2 lutego 2011        | 13 lutego 2011               | 6.51                    |
| 15      | Walls                          | Mury                    | Bill Lawrence    | Sean Lavery                         | 18 kwietnia 2011     | 26 maja 2011                 | 7.88                    |
| 16      | Baby's a Rock 'N' Roller       | Dziecięcy Rock'n'Roll   | Michael McDonald | Peter Saji                          | 20 kwietnia 2011     | 26 maja 2011                 | 6.18                    |
| 17      | You're Gonna Get It            | Na pewno się uda        | Michael McDonald | Michael McDonald                    | 27 kwietnia 2011     | 2 czerwca 2011               | 5.62                    |
| 18      | Lonesome Sundown               | Samotny zachód słońca   | Bruce Leddy      | Sanjay Shah, Blake McCormick        | 4 maja 2011          | 2 czerwca 2011               | 5.49                    |
| 19      | Damaged by Love                | Zniszczony przez miłość | Michael McDonald | Aaron Ho                            | 11 maja 2011         | 9 czerwca 2011               | 6.02                    |
| 20      | Free Fallin                    | Swobodne spadanie       | Michael McDonald | Gregg Mettler                       | 18 maja 2011         | 9 czerwca 2011               | 5.23                    |
| 21      | Something Good Coming (Part 1) | Dobre nadchodzi cz. 1   | Bill Lawrence    | Bill Lawrence, Kevin Biegel         | 25 maja 2011         | 16 czerwca 2011              | 5.01                    |
| 22      | Something Good Coming (Part 2) | Dobre nadchodzi cz. 2   | Bill Lawrence    | Jessica Goldstein, Chrissy Pietrosh | 25 maja 2011         | 16 czerwca 2011              | 5.01                    |

## Seria 3
Podobnie jak w ubiegłym roku, ABC już w styczniu 2011 złożyło zamówienie na kolejną, trzecią już serię. Pierwotnie emisja serii miała być rozpoczęta pod koniec 2011 roku, jednakże ABC opóźniało podanie konkretnej daty. Docelowo emisję rozpoczęto 14 lutego 2012 roku, a zakończono 29 maja 2012. Była to ostatnia seria emitowana w stacji ABC. W Polsce trzecią serię także wyemitowała stacja Fox Life - pierwszy odcinek 4 czerwca 2012, a ostatni 16 lipca 2012.
| Nr      | Tytuł                          | Tytuł polski                | Reżyseria        | Scenariusz                           | Premiera (ABC)   | Premiera w Polsce (Fox Life) |
| ------- | ------------------------------ | --------------------------- | ---------------- | ------------------------------------ | ---------------- | ---------------------------- |
| 1 (47)  | Ain’t Love Strange             | Przedziwna miłość           | Bill Lawrence    | Bill Lawrence                        | 14 lutego 2012   | 4 czerwca 2012               |
| 2 (48)  | A Mind With a Heart of Its Own | Serce nie sługa             | John Putch       | Chrissy Pietrosh & Jessica Goldstein | 21 lutego 2012   | 4 czerwca 2012               |
| 3(49)   | Lover's Touch                  | Miłosny dotyk               | Michael McDonald | Michael McDonald                     | 28 lutego 2012   | 11 czerwca 2012              |
| 4 (50)  | Full Moon Fever                | Gorączka w pełni            | Courteney Cox    | Sanjay Shah                          | 6 marca 2012     | 11 czerwca 2012              |
| 5 (51)  | A One Story Town               | Miasto w jednej historii    | Bill Lawrence    | Kevin Biegel                         | 13 marca 2012    | 18 czerwca 2012              |
| 6 (52)  | Something Big                  | Coś dużego                  | Michael McDonald | Gregg Mettler                        | 20 marca 2012    | 18 czerwca 2012              |
| 7 (53)  | You Can Still Change Your Mind | Wciąż możesz zmienić zdanie | John Putch       | Blake McCormick                      | 10 kwietnia 2012 | 25 czerwca 2012              |
| 8 (54)  | Ways to Be Wicked              | Jak stać się łajdakiem      | Bruce Leddy      | Sam Laybourne                        | 17 kwietnia 2012 | 25 czerwca 2012              |
| 9 (55)  | Money Becomes King             | Gdy królują pieniądze       | Michael McDonald | Ryan Koh                             | 24 kwietnia 2012 | 2 lipca 2012                 |
| 10 (56) | Southern Accents               | Południowe akcenty          | Bruce Leddy      | Kate Purdy                           | 1 maja 2012      | 2 lipca 2012                 |
| 11 (57) | Down South                     | Jeszcze dalej na południe   | John Putch       | Mary Fitzgerald                      | 8 maja 2012      | 9 lipca 2012                 |
| 12 (58) | Square One                     | Początek gry                | Courteney Cox    | Peter Saji                           | 15 maja 2012     | 9 lipa 2012                  |
| 13 (59) | It'll All Work Out             | Wszystko się ułoży          | John Putch       | Melody Derloshon                     | 15 maja 2012     | 16 lipca 2012                |
| 14 (60) | My Life/Your World             | Moje życie/Twój świat cz. 1 | John Putch       | Bill Lawrence & Kevin Biegel         | 29 maja 2012     | 16 lipca 2012                |
| 15 (61) | My Life/Your World             | Moje życie/Twój świat cz. 2 | John Putch       | Bill Lawrence & Kevin Biegel         | 29 maja 2012     | 16 lipca 2012                |

## Seria 4[14]
10 maja ogłoszono, że stacja kablowa TBS odkupiła serial oraz że będzie kontynuować jego emisję począwszy od czwartej serii. Stacja wykupiła także prawa do powtórek trzech pierwszych serii. Premiera 4 sezonu serialu w Polsce na kanale Fox Life miała miejsce 17 czerwca 2013 roku.
| Nr      | Tytuł                     | Tytuł polski           | Reżyseria              | Scenariusz                          | Premiera (TBS)   | Premiera w Polsce (Fox Life) |
| ------- | ------------------------- | ---------------------- | ---------------------- | ----------------------------------- | ---------------- | ---------------------------- |
| 1 (62)  | Blue Sunday               | Niedzielne smutki      | Courteney Cox          | Bill Lawrence                       | 8 stycznia 2013  | 17 czerwca 2013              |
| 2 (63)  | I Need to Know            | Muszę wiedzieć         | Courteney Cox          | Chrissy Pietrosh, Jessica Goldstein | 15 stycznia 2013 | 17 czerwca 2013              |
| 3 (64)  | Between Two Worlds        | Dwa światy             | John Putch             | Kevin Biegel                        | 22 stycznia 2013 | 24 czerwca 2013              |
| 4 (65)  | I Should Have Known It    | Do przewidzenia        | Michael McDonald       | Melody Derloshon                    | 29 stycznia 2013 | 24 czerwca 2013              |
| 5 (66)  | Runnin' Down a Dream      | Podupadłe marzenia     | John Putch             | Justin Halpern, Patrick Schumacker  | 19 lutego 2013   | 1 lipca 2013                 |
| 6 (67)  | Restless                  | Niepokój               | Courteney Cox          | Austen Faggen                       | 12 lutego 2013   | 1 lipca 2013                 |
| 7 (68)  | Flirting With Time        | Flirt z czasem         | Courteney Cox          | Blake McCormick                     | 5 lutego 2013    | 8 lipca 2013                 |
| 8 (69)  | You and I Will Meet Again | Kiedyś się spotkamy    | John Putch             | Peter Saji                          | 26 lutego 2013   | 8 lipca 2013                 |
| 9 (70)  | Make It Better            | Zrób, żeby było lepiej | Courteney Cox          | Rachel Specter, Audrey Wauchope     | 5 marca 2013     | 15 lipca 2013                |
| 10 (71) | You Tell Me               | Ty mi powiedz          | Michael McDonald       | Brad Morris, Emily Wilson           | 12 marca 2013    | 15 lipca 2013                |
| 11 (72) | Saving Grace              | Pozytywna ceha         | Michael McDonald       | Blake McCormick                     | 19 marca 2013    | 22 lipca 2013                |
| 12 (73) | This Old Town             | Stare dobre miasto     | John Putch             | Melody Derloshon                    | 26 marca 2013    | 22 lipca 2013                |
| 13 (74) | The Criminal Mind         | Jak zostać winowającą  | Randall Keenan Winston | Sean Lavery                         | 2 kwietnia 2013  | 29 lipca 2013                |
| 14 (75) | Don't Fade on Me          | Nie odsuwaj się        | John Putch             | Melody Derloshon, Blake McCormick   | 9 kwietnia 2013  | 29 lipca 2013                |
| 15 (76) | How Love Will Travel      | Jedźmy do Hollywood    | John Putch             | Mary Fitzgerald, Peter Saji         | 9 kwietnia 2013  | 29 lipca 2013                |

## Seria 5
Stacja TBS zamówiła 25 marca 2013 piąty sezon Cougar Town. Premierowy odcinek 5 sezonu Cougar Town został wyemitowany 7 stycznia 2014 roku. W Polsce 5 sezon serialu będzie emitowany od 17 maja 2014 roku przez Fox Life
| Nr      | Tytuł                     | Tytuł polski                     | Reżyseria        | Scenariusz                       | Premiera (TBS)   | Premiera w Polsce (Fox Life) |
| ------- | ------------------------- | -------------------------------- | ---------------- | -------------------------------- | ---------------- | ---------------------------- |
| 1 (77)  | All or Nothing            | Wszystko albo nic                | Michael McDonald | Blake McCormick                  | 7 stycznia 2014  | 17 maja 2014                 |
| 2 (78)  | Like a Diamond            | Niczym diament                   | Brian Van Holt   | Melody Derloshon                 | 14 stycznia 2014 | 17 maja 2014                 |
| 3 (79)  | Depending on You          | Polegani na Tobie                | Courteney Cox    | Melody Derloshon                 | 21 stycznia 2014 | 24 maja 2014                 |
| 4 (80)  | The Trip to Pirate's Cove | Wyprawa do pirackiej zatoki      | John Putch       | Peter Saji                       | 28 stycznia 2014 | 24 maja 2014                 |
| 5 (81)  | Hard on Me                | Surowa ocena                     | John Putch       | Mary Fitzgerald                  | 4 lutego 2014    | 31 maja 2014                 |
| 6 (82)  | Learning to Fly           | Nauka latania                    | John Putch       | Michael Lisbe, Nate Reger        | 11 lutego 2014   | 31 maja 2014                 |
| 7 (83)  | Time to Move On           | Czas ruszyć z miejsca            | Sam Jones        | Brad Morris, Emily Wilson        | 18 lutego 2014   | 7 czerwca 2014               |
| 8 (84)  | Mystery of Love           | Tajemnica miłości                | Courteney Cox    | Rachel Specter & Audrey Wauchope | 25 lutego 2014   | 7 czerwca 2014               |
| 9 (85)  | Too Much Ain't Enough     | Co za dużo to za mało            | Josh Hopkins     | Sean Lavery                      | 4 marca 2014     | 14 czerwca 2014              |
| 10 (86) | Too Good to be True       | Zbyt piękne, żeby było prawdziwe | John Putch       | Jen D'Angelo                     | 11 marca 2014    | 14 czerwca 2014              |
| 11 (87) | Refugee                   | Uchodźca                         | Michael McDonald | Michael Lisbe, Nate Reger        | 18 marca 2014    | 21 czerwca 2014              |
| 12 (88) | Love Is a Long Road       | Miłość to długa droga            | Michael McDonald | Mary Fitzgerald                  | 25 marca 2014    | 21 czerwca 2014              |
| 13 (89) | We Stand a Chance         | Mamy jeszcze szansę              | Courteney Cox    | Peter Saji                       | 1 kwietnia 2014  | 21 czerwca 2014              |

## Seria 6
Stacja TBS zamówiła 10 maja 2014 roku szósty finałowy sezon Cougar Town, który składał się z 13 odcinków.
| Nr       | Tytuł                  | Tytuł polski             | Reżyseria        | Scenariusz                                   | Premiera (TBS)   | Premiera w Polsce (Fox Comedy) |
| -------- | ---------------------- | ------------------------ | ---------------- | -------------------------------------------- | ---------------- | ------------------------------ |
| 1 (90)   | American Dream Plan B  | Amerykański sen – plan B | Courteney Cox    | Blake McCormick                              | 6 stycznia 2015  | 1 kwietnia 2015                |
| 2 (91)   | Full Grown Boy         | Całkiem dorosły          | John Putch       | Kevin Biegel                                 | 13 stycznia 2015 | 1 kwietnia 2015                |
| 3 (92)   | To Find a Friend       | Znaleźć przyjaciela      | John Putch       | Melody Derloshon                             | 20 stycznia 2015 | 1 kwietnia 2015                |
| 4 (93)   | Waiting for Tonight    | W oczekiwaniu na wieczór | Michael McDonald | Brad Morris & Emily Wilson                   | 27 stycznia 2015 | 8 kwietnia 2015                |
| 5 (94)   | Even the Losers        | Nieudacznicy             | Busy Philipps    | Sean Lavery                                  | 3 lutego 2015    | 8 kwietnia 2015                |
| 6 (95)   | The Wrong Thing to Do  | Tego się nie robi        | John Putch       | Erin Ernst                                   | 10 lutego 2015   | 8 kwietnia 2015                |
| 7 (96)   | The Wild One, Forever  | Zawsze szaleni           | Josh Hopkins     | Blake McCormack                              | 17 lutego 2015   | 8 kwietnia 2015                |
| 8 (97)   | This One's For Me      | Coś dla mnie             | John Putch       | Melody Derloshon                             | 24 lutego 2015   | 15 kwietnia 2015               |
| 9 (98)   | This One's for Me-     | Męskie pogaduszki        | Michael McDonald | Brad Morris, Emily Wilson                    | 3 marca 2015     | 15 kwietnia 2015               |
| 10 (99)  | Yer So Bad             | Ale z Ciebie ziółko      | John Putch       | Sean Lavery                                  | 10 marca 2015    | 15 kwietnia 2015               |
| 11 (100) | Climb That Hill        | Wspinaczka               | Melody Derloshon | Courtney Rowe                                | 17 marca 2015    | 15 kwietnia 2015               |
| 12 (101) | A Two Story Town       | Dwie historie            | John Putch       | Sean Lavery, Brad Morris, Emily Wilson       | 24 marca 2015    | 22 kwietnia 2015               |
| 13 (102) | Mary Jane's Last Dance | Ostatni taniec Mary Jane | Courteney Cox    | Bill Lawrence, Blake McCormick, Kevin Biegel | 31 marca 2015    | 22 kwietnia 2015               |